# Nowawieś (Kosowska) (gromada)
Nowawieś (Kosowska) (alt. Nowa Wieś (Kosowska)) – dawna gromada, czyli najmniejsza jednostka podziału terytorialnego Polskiej Rzeczypospolitej Ludowej w latach 1954–1972.
Gromady, z gromadzkimi radami narodowymi (GRN) jako organami władzy najniższego stopnia na wsi, funkcjonowały od reformy reorganizującej administrację wiejską przeprowadzonej jesienią 1954 do momentu ich zniesienia z dniem 1 stycznia 1973, tym samym wypierając organizację gminną w latach 1954–1972.
Gromadę Nowawieś (Kosowska) z siedzibą GRN w Nowejwsi (Kosowskiej) (w obecnym brzmieniu Nowa Wieś) utworzono – jako jedną z 8759 gromad na terenie Polski – w powiecie sokołowskim w woj. warszawskim, na mocy uchwały nr VI/10/21/54 WRN w Warszawie z dnia 5 października 1954. W skład jednostki weszły obszary dotychczasowych gromad Nowawieś i Łomna ze zniesionej gminy Kosów, obszar dotychczasowej gromady Grądy ze zniesionej gminy Sterdyń oraz obszar dotychczasowej gromady Zawady ze zniesionej gminy Olszew w tymże powiecie. Dla gromady ustalono 11 członków gromadzkiej rady narodowej.
Gromadę zniesiono 31 grudnia 1959, a jej obszar włączono do gromady Kosów Lacki w tymże powiecie.
Uwaga: Nie mylić z pobliską gromadą Nowawieś w powiecie sokołowskim.